# Sylvilagus obscurus
Sylvilagus obscurus är en däggdjursart som beskrevs av Chapman, Cramer, Dippenaar och Robinson 1992. Sylvilagus obscurus ingår i släktet bomullssvanskaniner, och familjen harar och kaniner. IUCN kategoriserar arten globalt som nära hotad. Inga underarter finns listade i Catalogue of Life.
Arten förekommer i Appalacherna i östra USA. Den vistas där i barrskogar med ljungväxter som undervegetation samt i andra skogar med tät undervegetation.
Individerna äter gräs, örter, ormbunkar, blad från buskar och även barr. Fortplantningen sker mellan tidig mars och september. Honan kan ha flera kullar under tiden och hon föder ungefär 24 ungar under hela fortplantningssäsongen. Dräktigheten varar cirka 28 dagar. Sylvilagus obscurus blir 38,6 till 43cm lång (huvud och bål).

## Bildgalleri

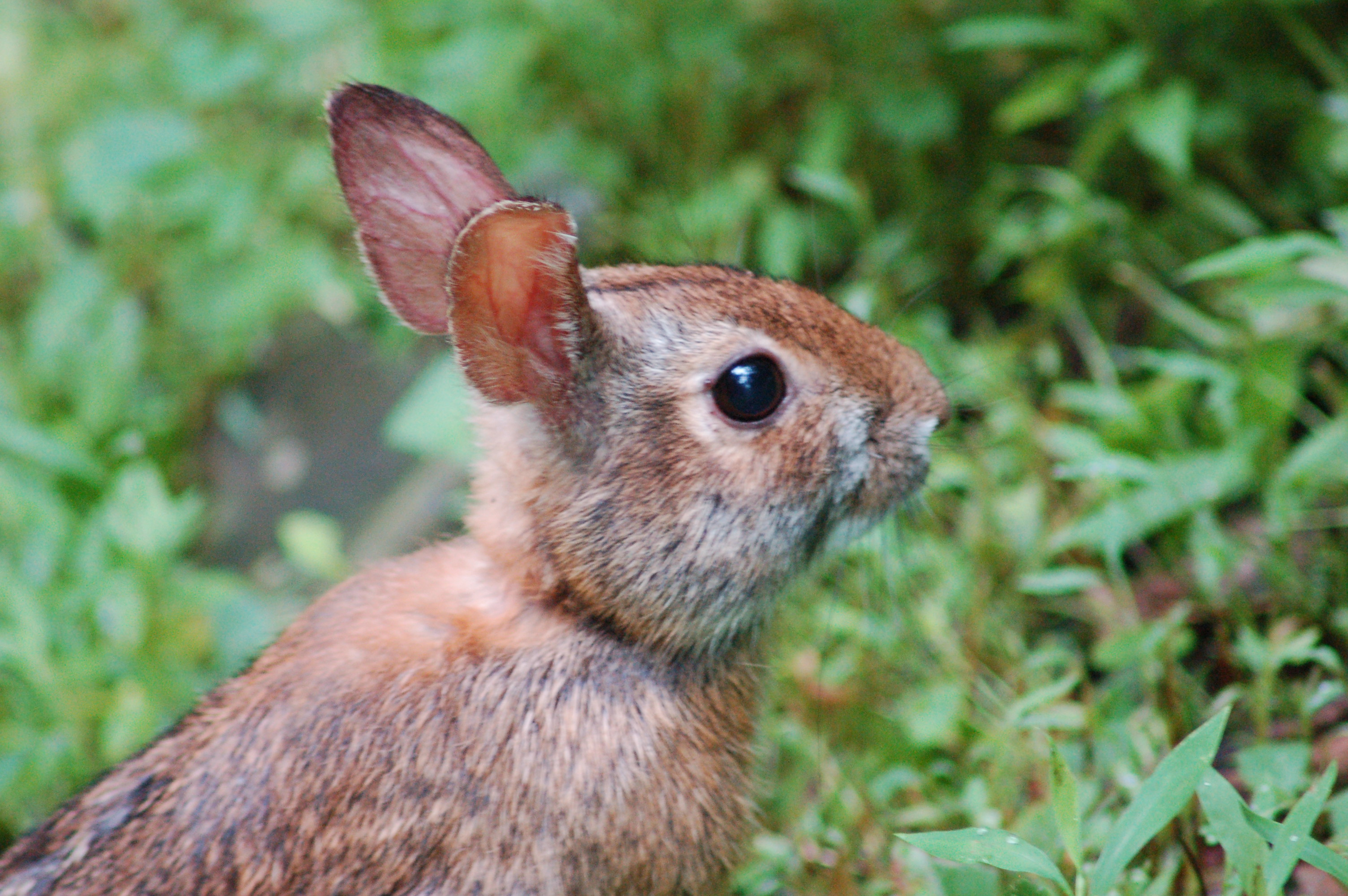
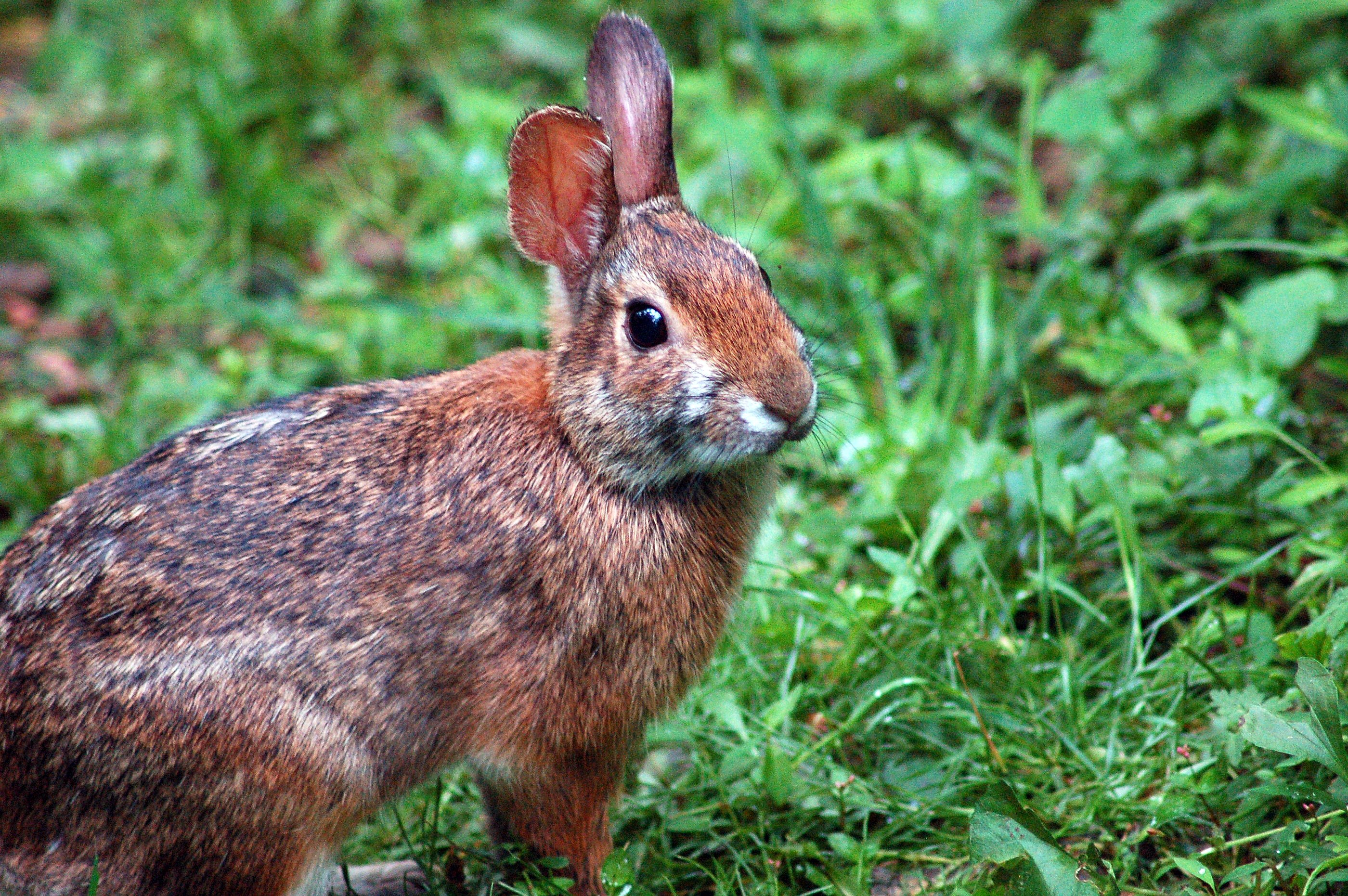
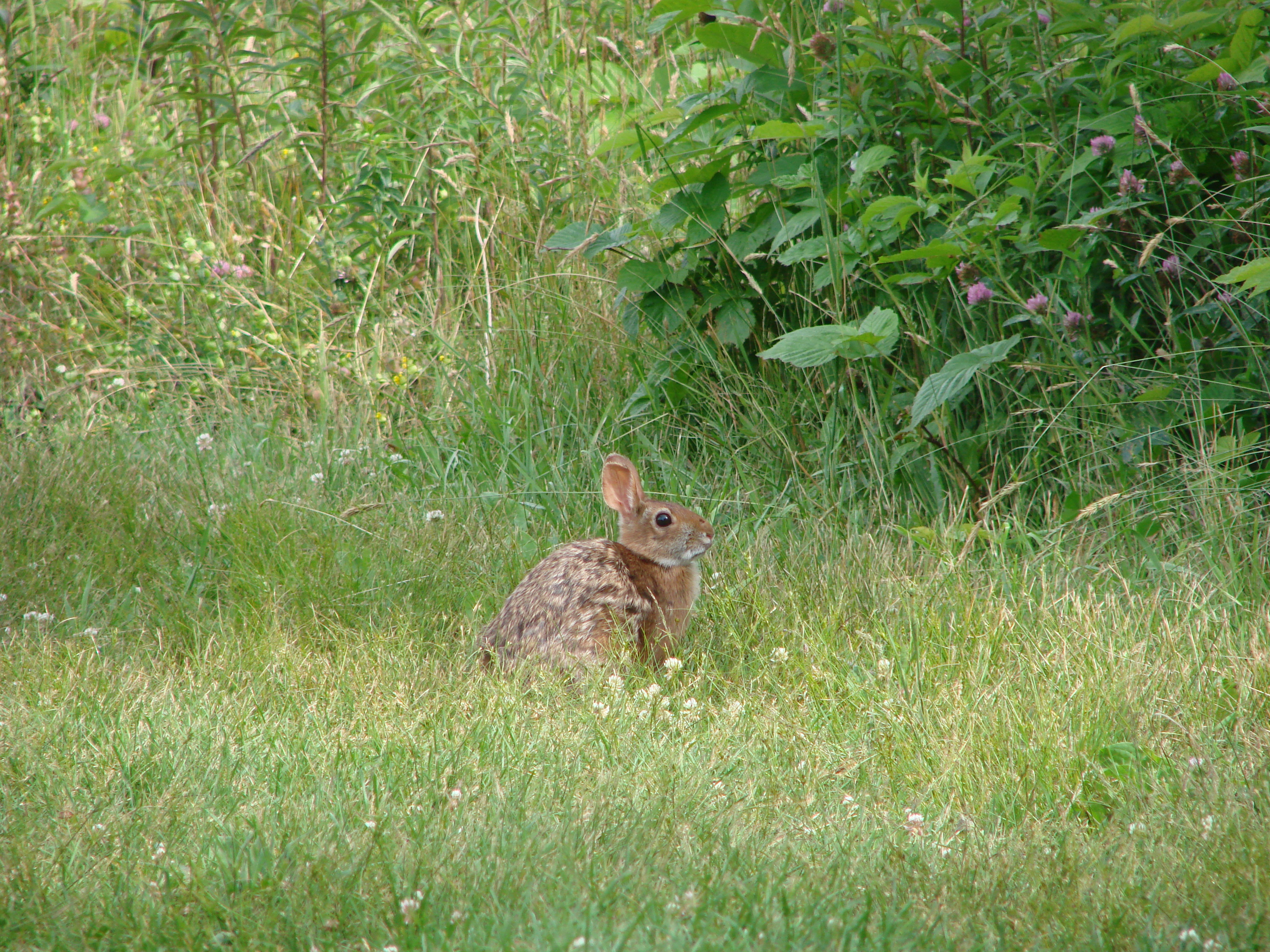